# GnuLinEx
gnuLinEx lub LinEx – dystrybucja Linuksa systemu operacyjnego GNU/Linux oparta na Debianie. Wykorzystuje ona środowisko graficzne GNOME. Dzięki władzom Estremadury (Hiszpania) gnuLinEx ma być stosowany we wszystkich szkołach i instytucjach publicznych w tym rejonie.